# جان بوی
جان بوی (انگلیسی: John Boye؛ زاده ۲۳ آوریل ۱۹۸۷) یک بازیکن فوتبال اهل غنا است.
وی همچنین در تیم ملی فوتبال غنا بازی کرده‌است.